# Lex Runderkamp
Lex Runderkamp (Den Haag, 22 februari 1957) is een Nederlands journalist bij het NOS Journaal en televisiepresentator.
Na zijn havo-opleiding volgde Runderkamp de School voor Journalistiek in Utrecht. Zijn eerste aanstelling kreeg hij bij het opinieblad Vrij Nederland. Samen met Feike Salverda vormde hij daar een duo dat zich bezighield met onderzoeksjournalistiek.
Samen met Salverda maakte hij voor de VPRO het tv-programma Gouden Bergen. Daarna werkte Runderkamp bij dezelfde omroep voor het tv-programma Diogenes. Voor dit programma maakte hij reportages vanuit verschillende afgelegen plaatsen op de wereld.
Vervolgens trad hij in dienst als journalist bij het NOS Journaal. Tijdens het proces Holleeder suggereerde hij een relatie tussen een aantal vastgoedondernemers en enkele bekende figuren uit de onderwereld. Onder druk van een door Oscar Hammerstein aangekondigd kort geding werd deze bewering in het journaal rechtgezet. Een andere vastgoedondernemer, Jan-Dirk Paarlberg, diende een klacht in tegen Runderkamp en de hoofdredacteur van het journaal wegens onjuiste en onzorgvuldige berichtgeving. De klacht werd op 17 april 2008 door de Raad voor de Journalistiek gegrond verklaard. Later zou in een proces waarvan het hoger beroep nog loopt het toenmalige gelijk van Runderkamp betreffende de relatie tussen Paarlberg en de onderwereld wel bewezen worden.
In 2009 presenteerde hij Beagle: In het kielzog van Darwin, een programma van de VPRO en Canvas. Voor dit programma wonnen de makers een Tegel, een journalistieke prijs.
Sinds 2001 is Runderkamp reizend verslaggever voor de Arabische wereld. Eind 2011 ontstond ophef over een uitzending van Runderkamp over de Kopten in Egypte, in een zaak over een brand in een kerk. Runderkamp werd verweten dat hij de spanningen tussen christenen en moslims had doen oplopen door wel moslims aan het woord te laten, die verklaarden dat de Kopten de brand zelf hadden aangestoken, maar geen christenen. Door CDA en ChristenUnie werden hierover Kamervragen gesteld.
Per 1 februari 2025 is Lex Runderkamp met pensioen. 